# Батман

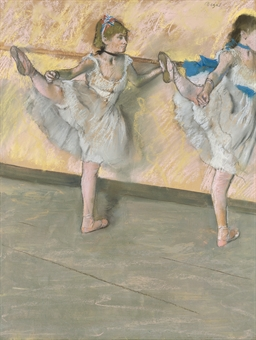
Едгар Дега. Танцівниці біля станка.

Батман (фр. battement — помах, удар від дієслова battre — махати, змахувати, ударяти, відбивати такт) — рух класичного танцю, що представляє із себе будь-яке відведення, приведення або згинання однієї робочої ноги, стоячи на всій стопі або напівпальцях (пальцях) другої, опорної — витягнутої або зігнутої в коліні, а також з одночасним виконанням присідання, підйому на півпальці (пальці) або опускання на всю стопу.
Батман — загальне найменування для всієї групи рухів; конкретизація досягається за допомогою додавання прикметника (tendu — витягнутий, piqué — колючий, fondu — танучий, grand — великий, petit — маленький тощо). Сукупність цих рухів — необхідний елемент для вдосконалення техніки класичного танцю: за допомогою батманів відпрацьовується вміння правильно відводити ногу і приводити її назад в позицію, згинати і розгинати її, витягати і піднімати на будь-яку висоту в будь-якому напрямі і з будь-якою швидкістю. Регулярне виконання рухів цієї групи сприяє виробленню виворітності, стійкості, м'язової сили, вміння керувати окремими групами м'язів.
Батмани є невід'ємною частиною екзерсиса. З них складається практично весь урок класичного танцю (за винятком пліє, рондо, обертань, різноманітних па та стрибків). Всі батмани виконуються в певній послідовності як біля станка, так і на середині залу — від простих рухів до все більш складних, з наростаючою амплітудою виконання.
Умовно їх можна розділити на три види:
- Батман, виконується з I або з V позиції відведенням ноги вперед, в сторону або назад:

 battement tendu, battement tendu jeté, grand battement jeté, battements relevé lent 
- Батман, виконуються з V позиції через що проходить положення sur le cou-de-pied (passé):

battement retiré, battement soutenu, battement développé
- Батман, виконуються з повітряної позиції (працююча нога відкрита вперед, в сторону або назад):

battement pour batterie, battement piqué, battements frappé, battement fondu, battement raccourci (enveloppé), petit battement sur le cou-de-pied, petit battement battu.
 Навіть найпростіший battement треба виконувати на уроці художньо, тобто пластично осмислено, музично, з розумінням і почуттям навчально-технічних і виконавських завдань.